# اولگ خودکوف

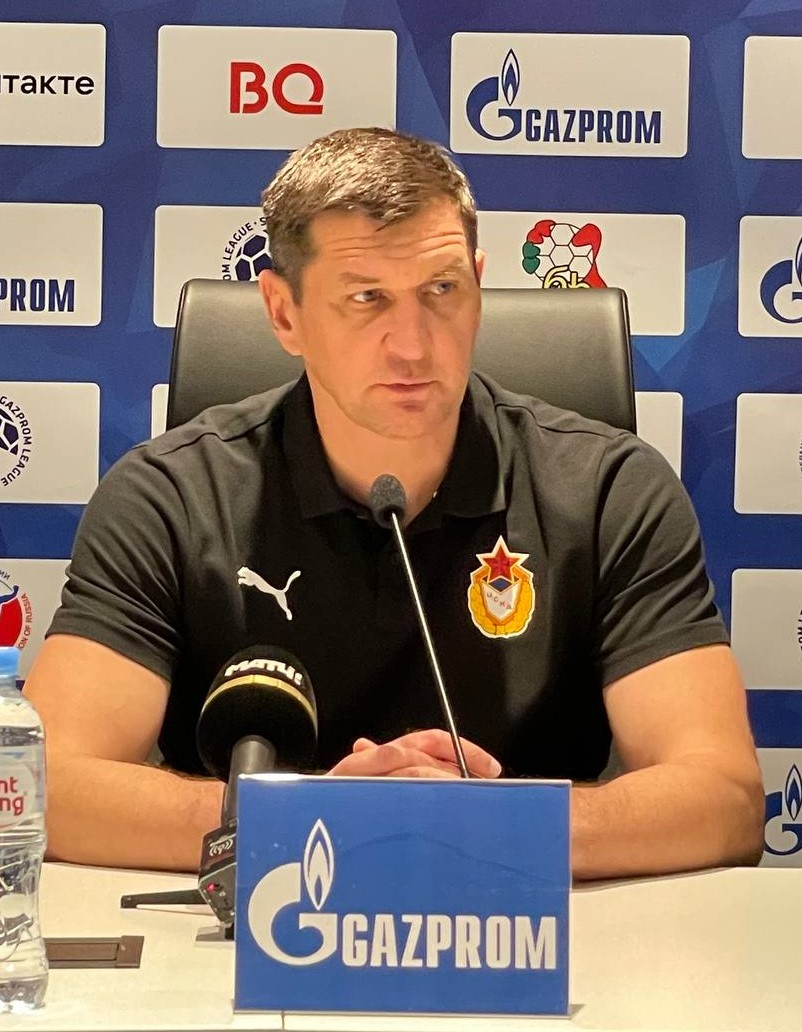
اولگ خودکوف - ۲۰۲۲

اولگ خودکوف (انگلیسی: Oleg Khodkov؛ زادهٔ ۵ آوریل ۱۹۷۴) بازیکن هندبال اهل روسیه بود.